# Aligi Sassu
Pour les articles homonymes, voir Sassu.
Aligi Sassu, né en 1912 à Milan, et mort en 2000, est un artiste peintre et sculpteur italien.

## Biographie
Aligi Sassu est né en 1912 à Milan. Fils du socialiste sarde Antonio Sassu, il était en grande partie autodidacte et admirait les œuvres de Delacroix et de Renoir. Quand il a seulement 15 ans, rejoint brièvement le mouvement futuriste. À 16 ans il expose à la Biennale de Venise de 1928 et participe à des expositions futuristes. Vers 1930 avec Raffaele de Grada et Renato Birolli, il est influencé par l'esthétique idéaliste d'Edoardo Persico.
Il est mort en 2000.

## Œuvres

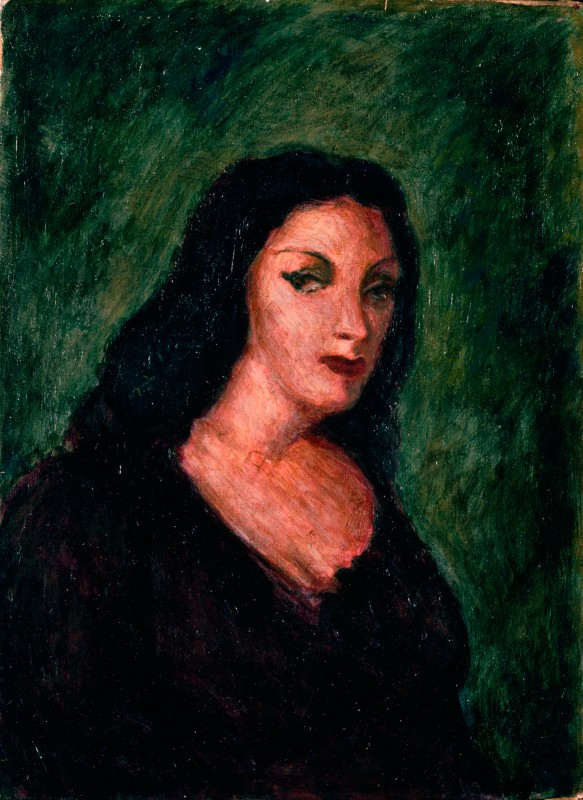
Laura

- Laura, 1947, Fondation Cariplo